# Novaci, Aleksandrovac
Novaci (izvirno srbsko Новаци) je naselje v Srbiji, ki upravno spada pod Občino Aleksandrovac; slednja pa je del Rasinskega upravnega okraja.

## Demografija
V naselju živi 326 polnoletnih prebivalcev, pri čemer je njihova povprečna starost 45,1 let (44,3 pri moških in 46,0 pri ženskah). Naselje ima 119 gospodinjstev, pri čemer je povprečno število članov na gospodinjstvo 3,38.
|  |

| Demografija | Demografija     | Demografija     |
| Leto        | Št. prebivalcev | Št. prebivalcev |
| ----------- | --------------- | --------------- |
|             |                 |                 |
|             |                 |                 |
|             |                 |                 |
|             |                 |                 |
| 1948        | 536             |                 |
| 1953        | 521             |                 |
| 1961        | 510             |                 |
| 1971        | 502             |                 |
| 1981        | 463             |                 |
| 1991        | 450             | 449             |
| 2002        | 422             | 402             |
|             |                 |                 |

| Etnična sestava po popisu iz leta 2002 | Etnična sestava po popisu iz leta 2002 | Etnična sestava po popisu iz leta 2002 | Etnična sestava po popisu iz leta 2002 | Etnična sestava po popisu iz leta 2002 |
| -------------------------------------- | -------------------------------------- | -------------------------------------- | -------------------------------------- | -------------------------------------- |
| Srbi                                   | Srbi                                   |                                        | 397                                    | 98,75%                                 |
| Črnogorci                              | Črnogorci                              |                                        | 3                                      | 0,74%                                  |
| Slovenci                               | Slovenci                               |                                        | 1                                      | 0,24%                                  |
| Neznano                                | Neznano                                |                                        | 1                                      | 0,24%                                  |